# Ric et Rac
Ric et Rac: grand hebdomadaire pour tous var en fransk satiriskt tidskrift, som utgavs veckovis eller varannan vecka under åren 1929–1944. Förläggare var Jean Fayard (1902–1978) på Librairie Arthème Fayard i Paris.
Tidskriftens namn kommer från uttrycket "ric-rac" eller ric et rac", som betyder "med nöd och näppe", "på gränsen", "exakt (belopp)".
Av tecknare i Ric et Rac kan nämnas Robert Carrizey (1905–1943), Philippe Larquier (1905–1940), Theodore van Elsen (1896–1961) samt Jean-Bernard Aldebert (1909–1974), vilken senare arresterades av den tyska polisen Gestapo under den tyska ockupationen under andra världskriget för teckningar som han gjorde för tidskriften.